# Samsung Galaxy Xcover 6 Pro
El Samsung Galaxy Xcover 6 Pro es un teléfono inteligente basado en Android diseñado, comercializado y fabricado por Samsung Electronics. Se anunció el 29 de junio de 2022.